# Specksjön
Specksjön är en sjö i Sundsvalls kommun i Medelpad och ingår i Ljungans huvudavrinningsområde. Sjön är 15,6 meter djup, har en yta på 0,166 kvadratkilometer och befinner sig 133,8 meter över havet. Sjön avvattnas av vattendraget Svartån.

## Delavrinningsområde
Specksjön ingår i det delavrinningsområde (692357-155429) som SMHI kallar för Utloppet av Specksjön. Medelhöjden är 256 meter över havet och ytan är 7,51 kvadratkilometer. Räknas de 10 avrinningsområdena uppströms in blir den ackumulerade arean 63,53 kvadratkilometer. Svartån som avvattnar avrinningsområdet har biflödesordning 3, vilket innebär att vattnet flödar genom totalt 3 vattendrag innan det når havet efter 45 kilometer. Avrinningsområdet består mestadels av skog (90 procent). Avrinningsområdet har 0,22 kvadratkilometer vattenytor vilket ger det en sjöprocent på 2,9 procent.